# Koskela (Helsinki)
Koskela (suédois : Forsby) est un quartier d'Helsinki, la capitale finlandaise. Il appartient au district de Vanhakaupunki.

## Description

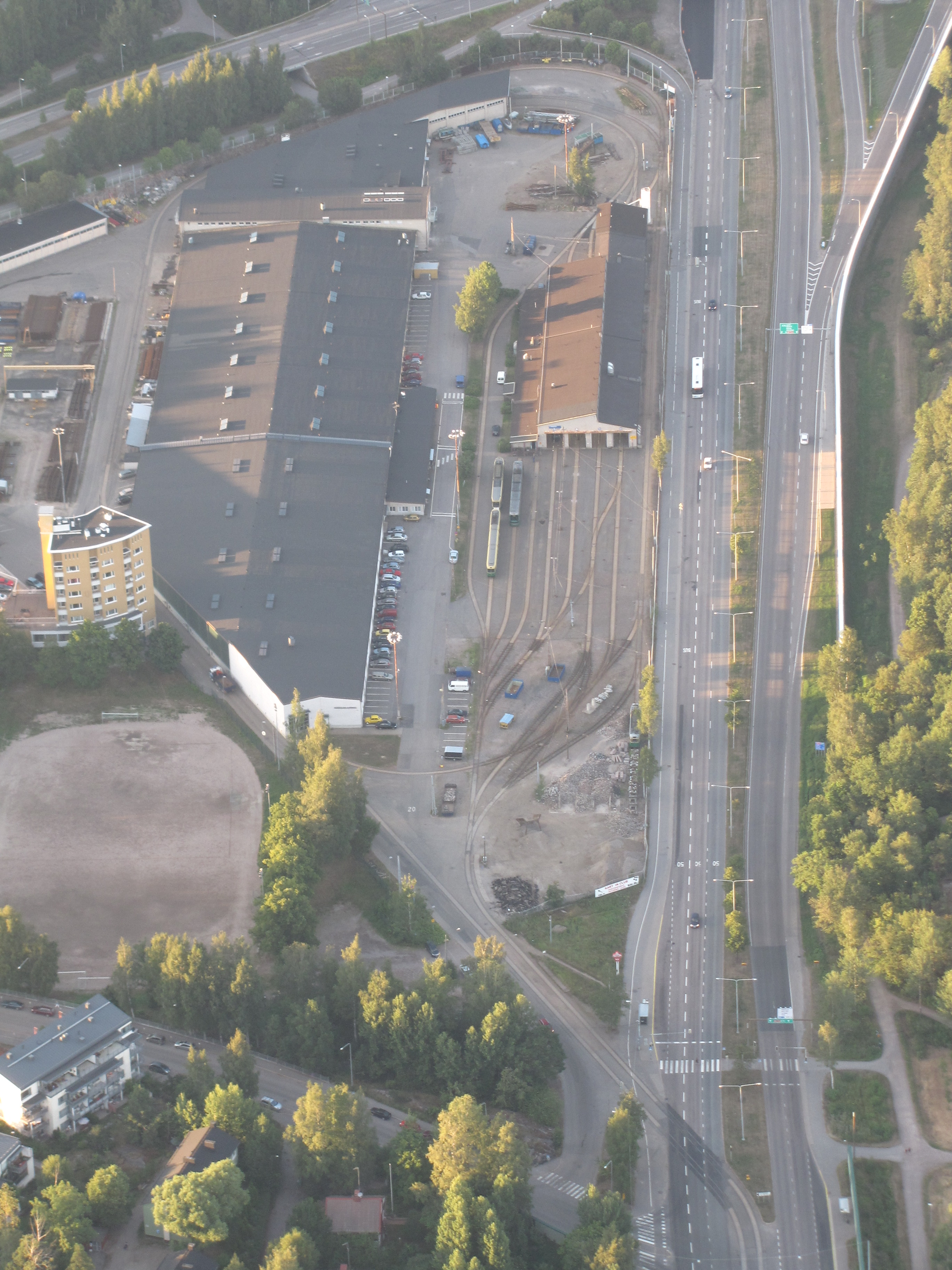
Dépôt de Tram vu d'une montgolfière, 2010.

Le quartier de Koskela (en finnois : Koskelan kaupunginosa) a 3261 habitants (au 1.1.2008) et offre 1381 emplois(fin 2005). 
Koskela a une superficie de 0,77 km2.

## Galerie

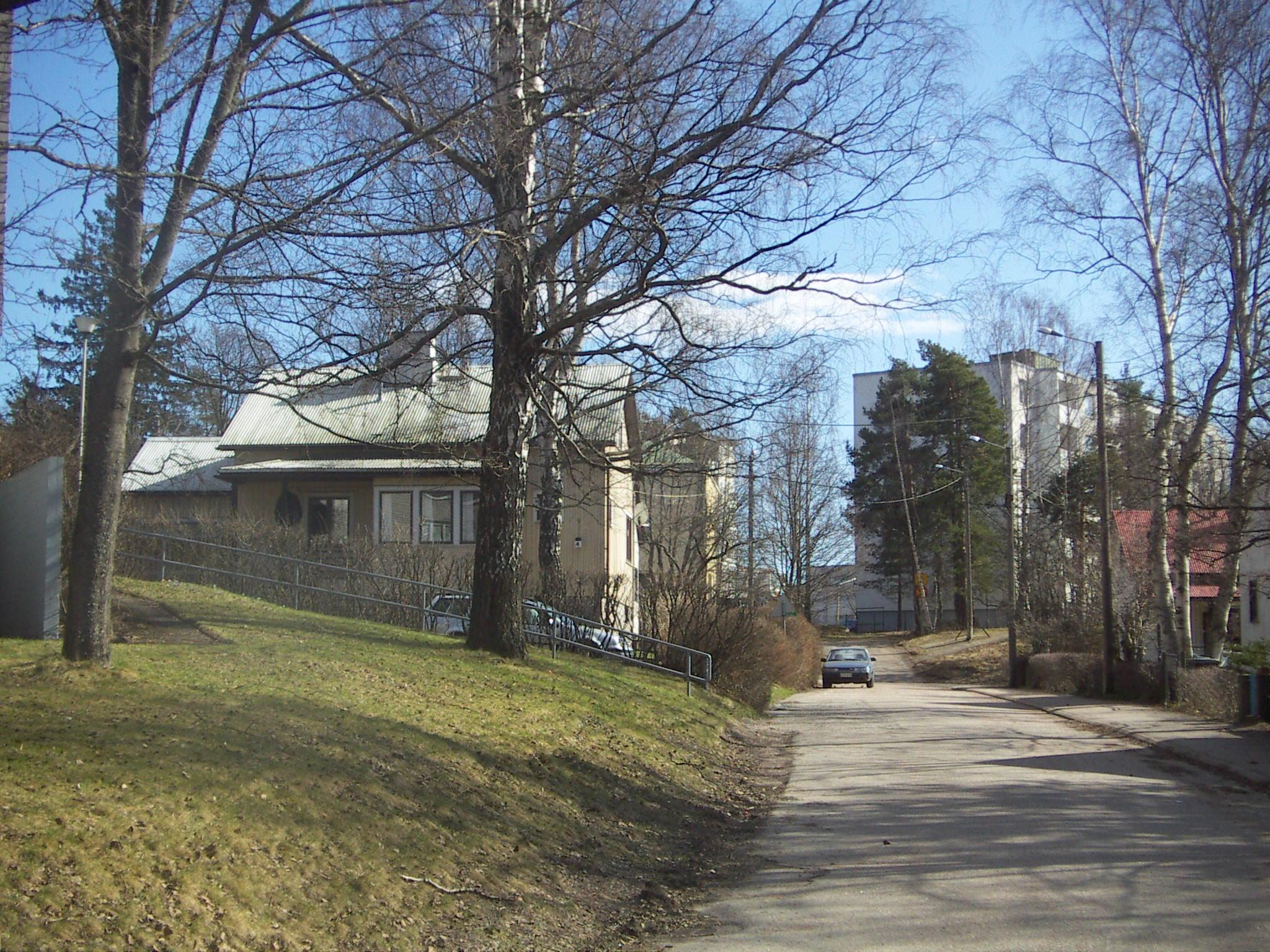
Rue Artjarventie,2005.
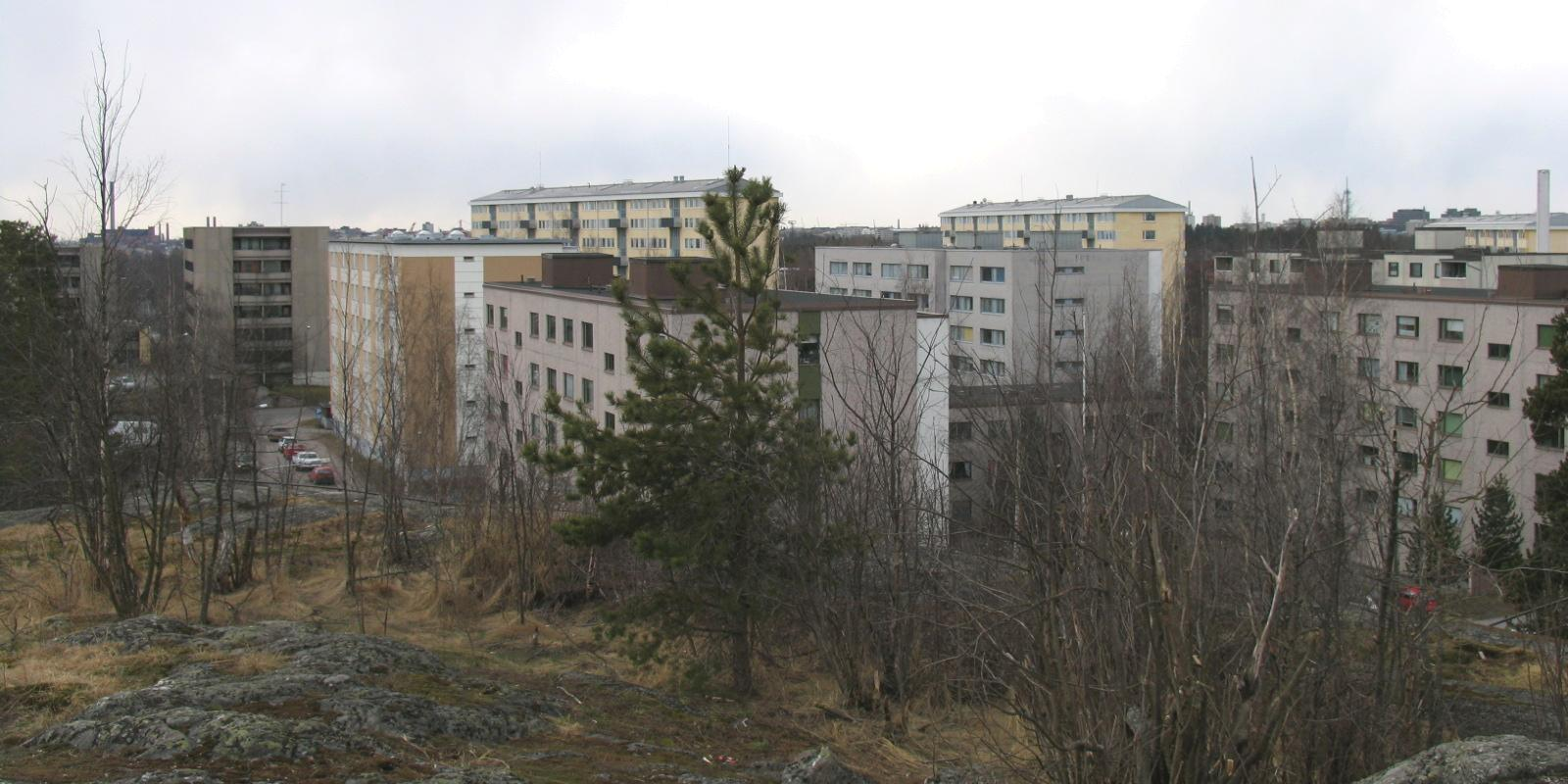
Vue du nord-est, 2005.